# Patrik Bardhi
Patrik Bardhi (sinh 21 tháng 5 năm 1998) là một cầu thủ bóng đá Albania thi đấu ở vị trí tiền đạo cho KF Tirana.